# 镇龙西站
镇龙西站是广州地铁21号线的車站，位於中國廣東省廣州市黄埔区324国道（广汕公路）镇龙下境大道路口。车站于2018年12月28日随21號線首通段通车而启用。
本站与位于镇龙站旁的镇龙车辆段接轨。

## 車站結構

### 車站樓層
本站为地下两层双岛式站台车站，总长678.8m，标准段宽度32.7m，为21号线第二大车站。地面為324国道（廣汕公路）、府前路、镇龙下境大道，萝岗区红十字会医院、沿街商铺和村镇住宅等；地下一層為站廳；地下二層為21號線站台層。
| 地下一层 | 站廳          | 售票機、客服中心、商店、警务室、安检设施 |                            |                            |
| 地下二层 |               | █21号线 天河公园方向（下站：金坑）       |                            |                            |
|          | 2 站台 4 站台 | 岛式站台（卫生间、母婴室）               | 岛式站台（卫生间、母婴室） | 岛式站台（卫生间、母婴室） |
|          |               | █21号线 备用站台                         |                            |                            |
|          | 3 站台 1 站台 | 岛式站台（卫生间、母婴室）               | 岛式站台（卫生间、母婴室） | 岛式站台（卫生间、母婴室） |
|          |               | █21号线 增城广场方向（下站：镇龙）       |                            |                            |

### 站厅

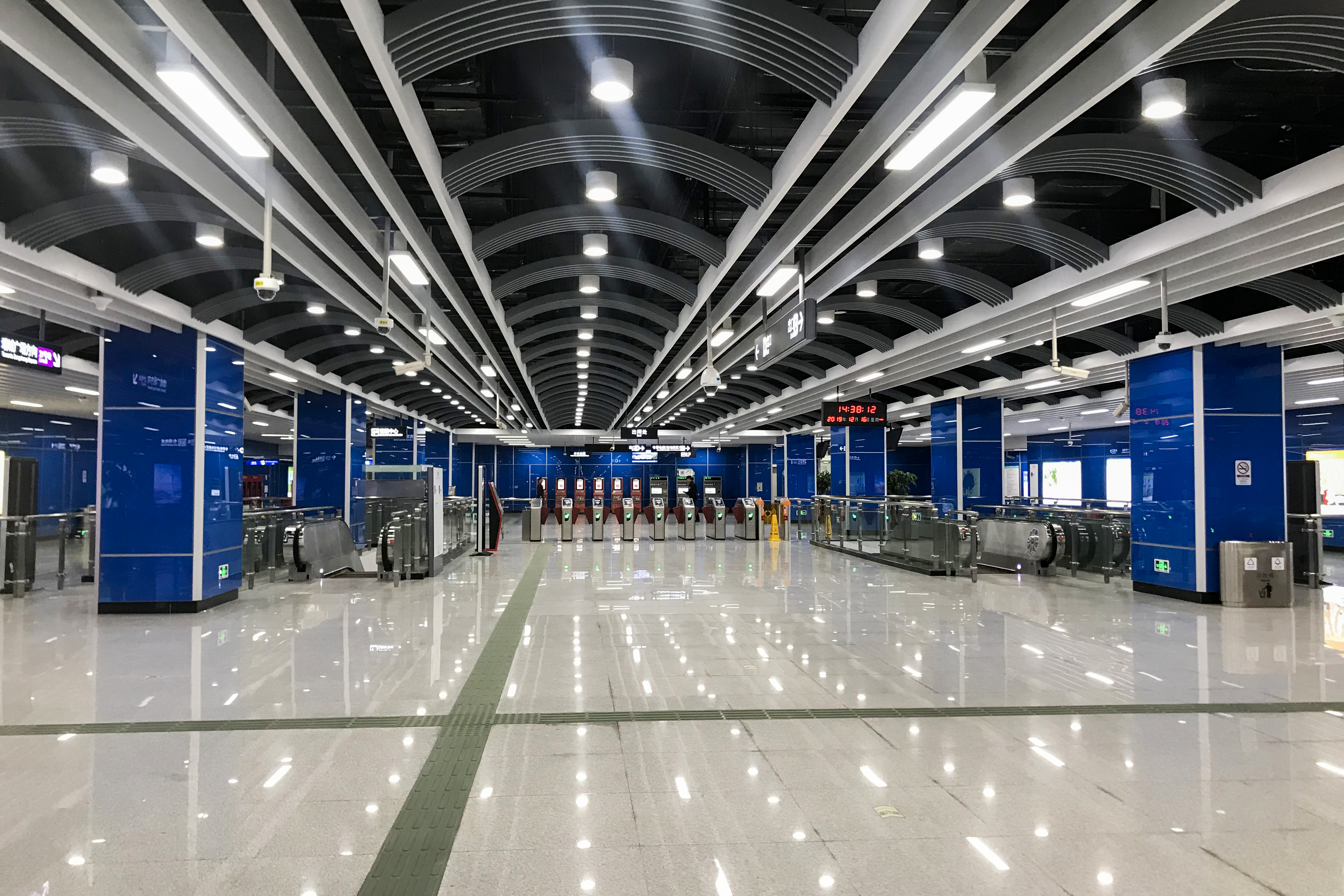
站厅

为方便行人进出，镇龙西站站厅中央被划分为收费区，收费区内设有各自设有一台专用电梯，以及多组扶手电梯和楼梯供乘客前往不同方向的月台。
另外，本站设有自动售卖机和“好易”自助服务等自助服务设施。

### 月台

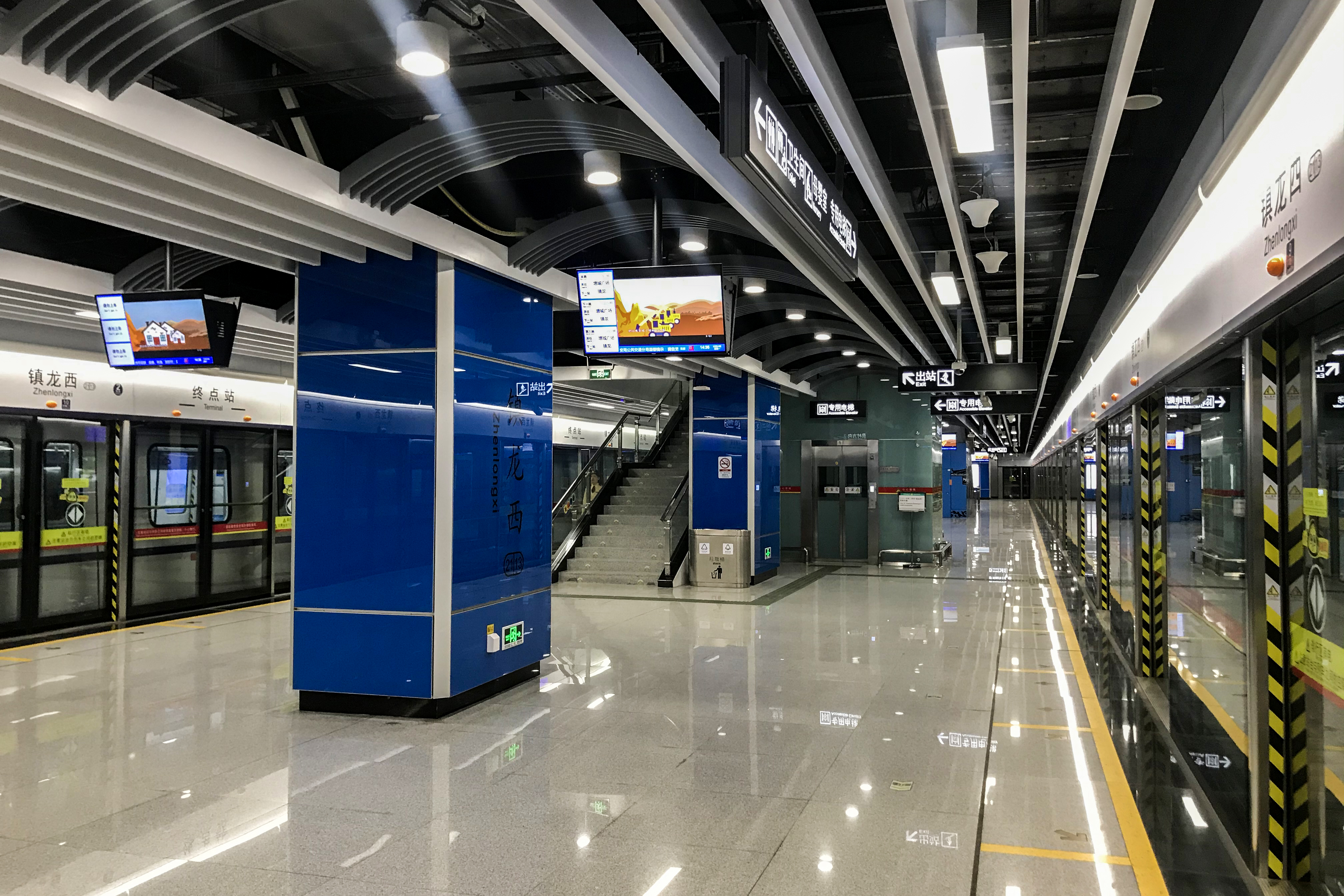
4号站台

镇龙西站設有三條路軌和兩個並排的島式月台，位於324国道（廣汕公路）地底。两个站台均在站台西端设有卫生间和母婴室。
为方便列车进入中央路軌來往车辆段，本站月台两端设有多条渡线：在站前，往天河公园方向的正线与出段線处设有交叉渡线；入段线则设有一条渡线连接增城广场方向的正线。隨後出段线与入段线通過一條渡線連接並合併為一條，成為中央路軌，並延長進入月台範圍。而在站后，两条正线各自设有一条渡线以连接中央路轨。
由于本站与镇龙车辆段接轨，因此采用双岛式月台的設計，与港铁彩虹站、深圳地铁长岭陂站等与车辆段接轨的车站类似。

### 出入口
镇龙西站目前设有3个出入口供乘客进出车站，其中D出入口设有专用电梯和轮椅坡道。
|                                           |                                                       |      |          |                              |
| 編號                                      | 设施                                                  | 照片 | 出口指示 | 建議前往的目的地             |
| A                                         | 扶手电梯标志                                          |      | 镇龙大道 |                              |
| B                                         | 盲道标志                                              |      | 镇龙大道 | 地铁镇龙西站公交车站（东行） |
| D                                         | 盲道标志 · 升降机标志 · 无障碍通道标志 · 扶手电梯标志 |      | 镇龙大道 | 地铁镇龙西站公交车站（西行） |
| 註： 設有 \| 設有 \| 設有 \| 設有扶手電梯 |                                                       |      |          |                              |

## 接驳交通
| 巴士（地铁镇龙西站） \| 编号 \| 编号 \| 线路 \| 线路 \| 线路 \| 收费 \| 备注 \| \| ---- \| ---- \| ---------------------- \| ---------------------- \| ------------------------ \| ---------------------- \| ---------------------- \| \| \| 345 \| 家和天曜 \| ⇆ \| 知识城南（地铁何棠下站） \| 3元 \| 不大于15–30分/班 \| \| \| 442 \| 镇龙新总站 \| ↺ \| 学富路口 \| 2元 \| 60分/班 \| \| \| 443 \| 镇龙新总站 \| ⇆ \| 旧福山村委 \| 2元 \| 不大于80分/班 \| \| \| 575A \| 已于2021年10月10日停办 \| 已于2021年10月10日停办 \| 已于2021年10月10日停办 \| 已于2021年10月10日停办 \| 已于2021年10月10日停办 \| |      |                        |                        |                          |                        |                        |
| 编号 | 编号 | 线路                   | 线路                   | 线路                     | 收费                   | 备注                   |
| | 345  | 家和天曜               | ⇆                      | 知识城南（地铁何棠下站） | 3元                    | 不大于15–30分/班       |
| | 442  | 镇龙新总站             | ↺                      | 学富路口                 | 2元                    | 60分/班                |
| | 443  | 镇龙新总站             | ⇆                      | 旧福山村委               | 2元                    | 不大于80分/班          |
| | 575A | 已于2021年10月10日停办 | 已于2021年10月10日停办 | 已于2021年10月10日停办   | 已于2021年10月10日停办 | 已于2021年10月10日停办 |

## 利用情況
鎮龍西站位於鎮龍墟內，本站客流以乘坐21號線來往沿線各地以及市區的乘客為主。

## 历史
本站在规划及建設時命名为鎮龍南站，2018年初，广州地铁向民政局申报镇龙西站为本站站名，并于同年8月正式获批。
2017年11月14日，本站主体结构封顶。2018年10月30日，本站与坑贝站、中新站的三權移交運營四中心；同年12月28日下午12时28分，本站随21號線首通段通车而启用。
由于21号线员村至镇龙西工程延误的影响，车站开通初期仅开放北側的島式月台（2號和4號月台），故站廳前往南側島式月台的扶梯及樓梯入口均被攔住，並設有告示，提醒乘客前往北側島式月台候車。直至2019年8月23日，21號線与即将开通的剩餘段进行贯通试运营，南侧的岛式月台（1號和3號月台）才开放启用。
本站曾经作為21號線臨時終點站，在車站開通至21号线后通段开通前夕使用較為特殊的站後折返方式：列车在2号月台清客后，會繼續在正线行驶一段距离后開始折返，並通过渡线驶入中央路轨，進入4号月台開始载客（列車開門時會同時開啟3號月台一側的車門，幾秒後再關上）。隨後列車再通过渡線駛入增城广场方向的正线，前往鎮龍站。2019年8月23日开始，21號線与即将开通的剩餘段进行贯通试运营，故所有載客列車均在本站2号月台清客，然後駛入剩餘段進行測試，並在員村站折返，再駛回本站1號月台後開始載客。但部分时段仍会有列车进行站后折返后驶入中间路轨，不过会同時打開3号月台一側車門供乘客上車，直至21号线后通段开通。
以下为车站启用初期月台的使用状况：
| 地下二层 |               | █21号线 终点站台                   |                    |                    |
|          | 2 站台 4 站台 | 岛式站台                           | 岛式站台           | 岛式站台           |
|          |               | █21号线 增城广场方向（下站：镇龙） |                    |                    |
|          | 3 站台 1 站台 | 岛式站台（不开放）                 | 岛式站台（不开放） | 岛式站台（不开放） |
|          |               | █21号线 备用站台                   |                    |                    |